# Gråhuvad grönduva
Gråhuvad grönduva (Treron phayrei) är en asiatisk fågel i familjen duvor.

## Utseende
Gråhuvad grönduva är en medelstor (28 cm) grönduva tillhörande pompadoura-komplexet med sex arter som tidigare behandlades som en och samma art. Alla dessa har rödbrun rygg hos hanen (grön hos honan), gula och svarta kanter på vingpennorna samt grått ändband på stjärten. Liknande tjocknäbbad grönduva (T. curvirostra) skiljer sig genom just kraftigare näbb med röd näbbrot och tydligt grönaktig orbitalring.
Inom artkomplexet utmärker sig gråhuvad grönduva gentemot geografiskt närmaste malabargrönduvan (T. affinis) och ceylongrönduva (T. pompadoura) genom en orangegul fläck på bröstet hos hanen. Från den förra skiljer den sig dessutom genom hanens mer kastanjebrun rygg (ej rödbrun) och från den senare genom röd ögoniris istället för grå, rostfärgade undre stjärttäckare istället för gula och grå panna, ej gul.

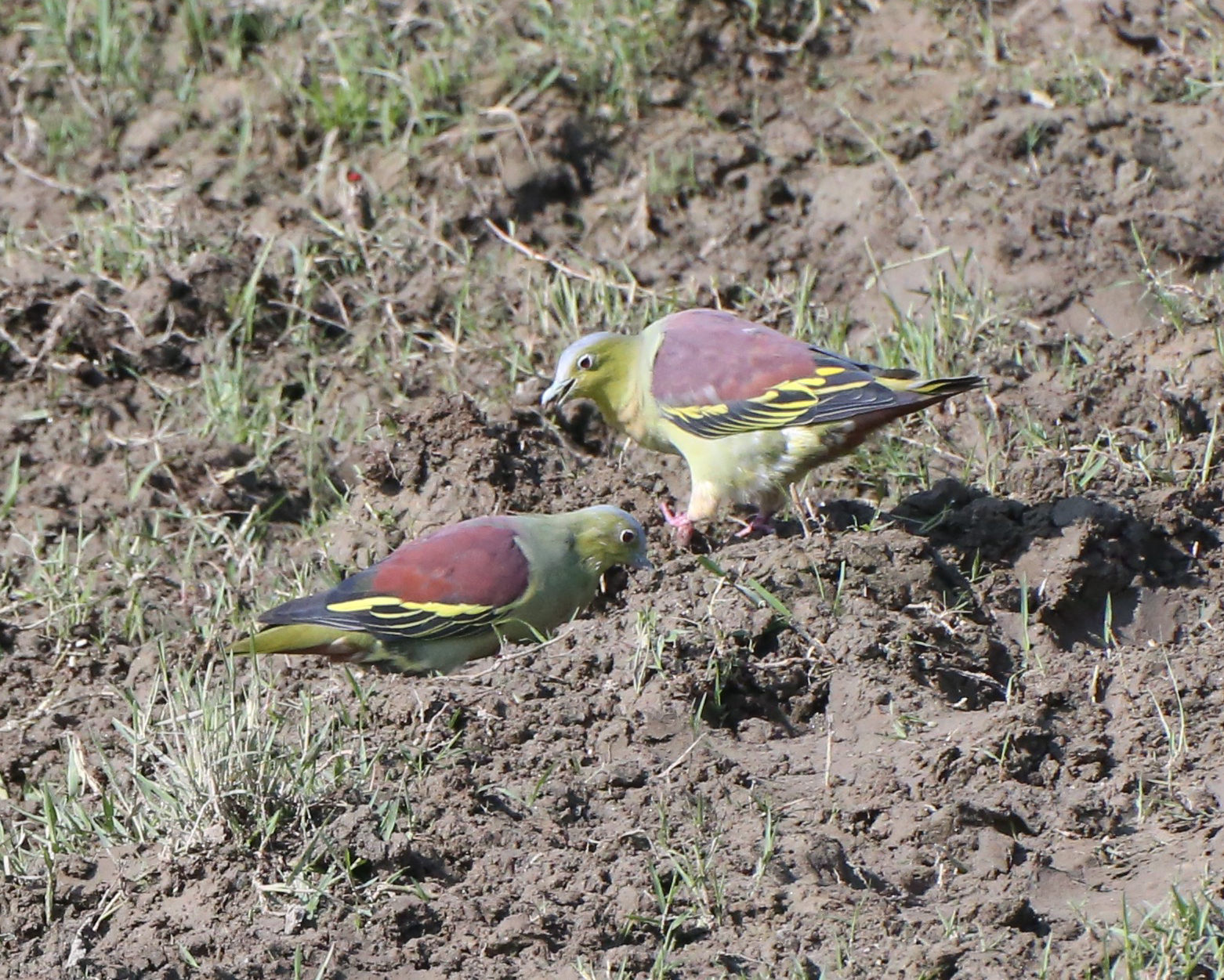

## Utbredning och systematik
Gråhuvad grönduva förekommer från Nepal och nordöstra Indien till sydvästra Kina, Myanmar, Thailand, Laos och södra Vietnam. Den delas in i två underarter med följande utbredning:
- Treron phayrei conoveri – Nepal
- Treron phayrei phayrei – nordöstra Indien genom Myanmar till sydvästra Kina och södra Indokina

Tidigare betraktades den liksom ett flertal andra arter ingå i Treron pompadoura (som i sig numera urskiljs som ceylongrönduva), och vissa gör det fortfarande.

## Status
Gråhuvad grönduva har ett stort utbredningsområde, men tros minska i antal relativt kraftigt till följd av habitatförlust och jakttryck. Internationella naturvårdsunionen IUCN kategoriserar den därför som nära hotad.

## Namn
Fågelns vetenskapliga artnamn hedrar Sir Arthur Purves Phayre (1812–1885), koloniadministratör och generallöjtnant i British Army.